# Sacrario militare di Redipuglia
Il sacrario militare di Redipuglia è un cimitero militare monumentale situato in Friuli-Venezia Giulia, a Redipuglia, in provincia di Gorizia. Costruito in epoca fascista e inaugurato alla presenza di Benito Mussolini il 18 settembre 1938, contiene le spoglie di oltre 100 000 soldati italiani caduti durante la prima guerra mondiale. È il fulcro di un parco commemorativo di oltre 100 ettari che comprende una parte del Carso goriziano-monfalconese (teatro durante la Grande guerra delle durissime battaglie dell'Isonzo) con le enormi dimensioni dell'area coinvolta che lo rendono il più grande sacrario militare d'Italia e uno dei più grandi al mondo.
Amministrato sin dalla realizzazione dal Ministero della difesa (Commissariato generale per le Onoranze ai Caduti), ogni 4 novembre, alla presenza del presidente del Senato (in sostituzione del presidente della Repubblica impegnato in analoghe e contemporanee celebrazioni all'Altare della Patria), il sacrario serve come luogo di commemorazione per tutti i 689 000 soldati morti durante la prima guerra mondiale (archivio manifestazioni).

## Descrizione

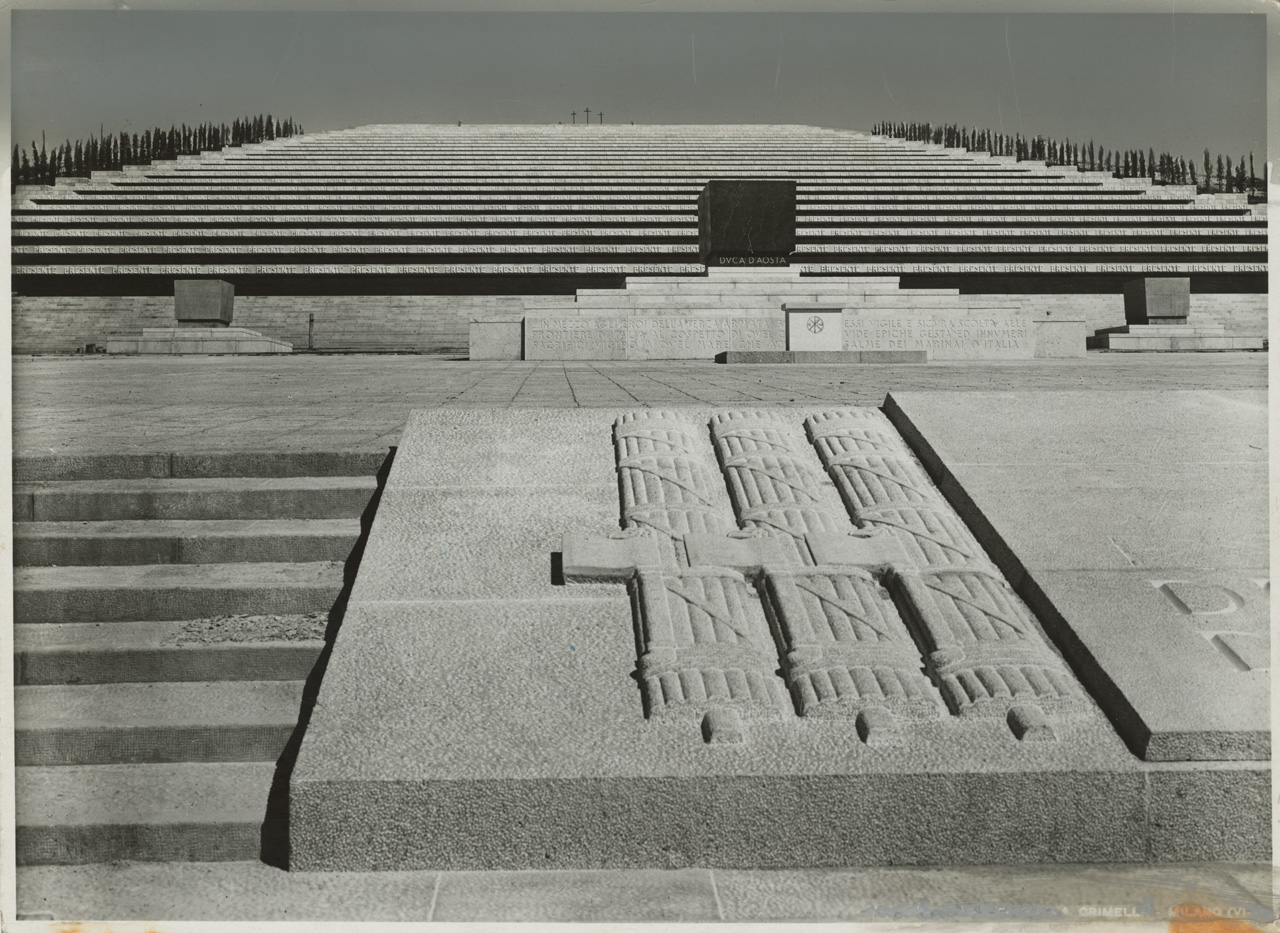
Immagine del sacrario poco tempo dopo la sua costruzione

Negli anni venti nacque il cimitero degli Invitti, prima necropoli militare dei caduti della 3ª Armata del Regio Esercito nella prima guerra mondiale.
Il sacrario fu progettato da un gruppo di lavoro presieduto dallo scultore Giannino Castiglioni e dall'architetto Giovanni Greppi, e i lavori iniziarono nel 1935 con un impiego enorme di uomini e mezzi. Dopo tre anni ininterrotti di lavori vi fu l'inaugurazione del monumento, il 18 settembre del 1938, alla presenza di Benito Mussolini e di più di 50 000 veterani della Grande guerra.
L'opera, realizzata sulle pendici del monte Sei Busi, cima aspramente contesa nella prima fase della Grande guerra (prima, seconda e quarta battaglia dell'Isonzo), si presenta come uno schieramento militare con alla base la tomba di Emanuele Filiberto di Savoia-Aosta, comandante della 3ª Armata, cui fanno ala quelle dei suoi generali, Antonio Edoardo Chinotto, Giuseppe Paolini, Giovanni Prelli, Fulvio Riccieri e Tommaso Monti.
Recinge simbolicamente l'ingresso al sacrario, ai piedi della monumentale scala, una grossa catena d'ancora che appartenne alla torpediniera Grado, già appartenuta alla marina austro-ungarica (k.u.k. Kriegsmarine) con il nome di Triglav e ceduta all'Italia dopo la fine della guerra. Subito oltre, si distende in leggero declivio un ampio piazzale, lastricato in pietra del Carso, attraversato sulla sua linea mediana dalla via Eroica, che corre tra due file di lastre di bronzo, diciannove per lato, di cui ciascuna porta inciso il nome di una località dove la lotta fu più aspra e sanguinosa. In fondo alla via Eroica si eleva solenne la gradinata che custodisce, in ordine alfabetico dal basso verso l'alto, le spoglie di circa 40 000 caduti identificati, i cui nomi figurano incisi in singole lapidi di bronzo.
La grande scalinata di pietra che forma il sacrario è collocata direttamente davanti alla collina di Sant'Elia, sede del precedente cimitero di guerra i cui resti furono traslati nell'attuale sacrario monumentale con l'intera area che è stata convertita a parco del «ricordo» o della «rimembranza»: gallerie, trincee, crateri, munizioni inesplose e nidi di mitragliatrice sono stati conservati sul sito a ricordo della guerra. Nel 2018 sono state avviate opere urgenti di restauro del sacrario. La maestosa scalinata – formata da ventidue gradoni su cui sono allineate le tombe dei caduti, sul davanti e alla base della quale sorge, isolata, quella del Duca d'Aosta, comandante della 3ª armata, fiancheggiata dalle urne dei suoi generali caduti in combattimento – è simile al poderoso e perfetto schieramento d'una intera grande unità di centomila soldati.

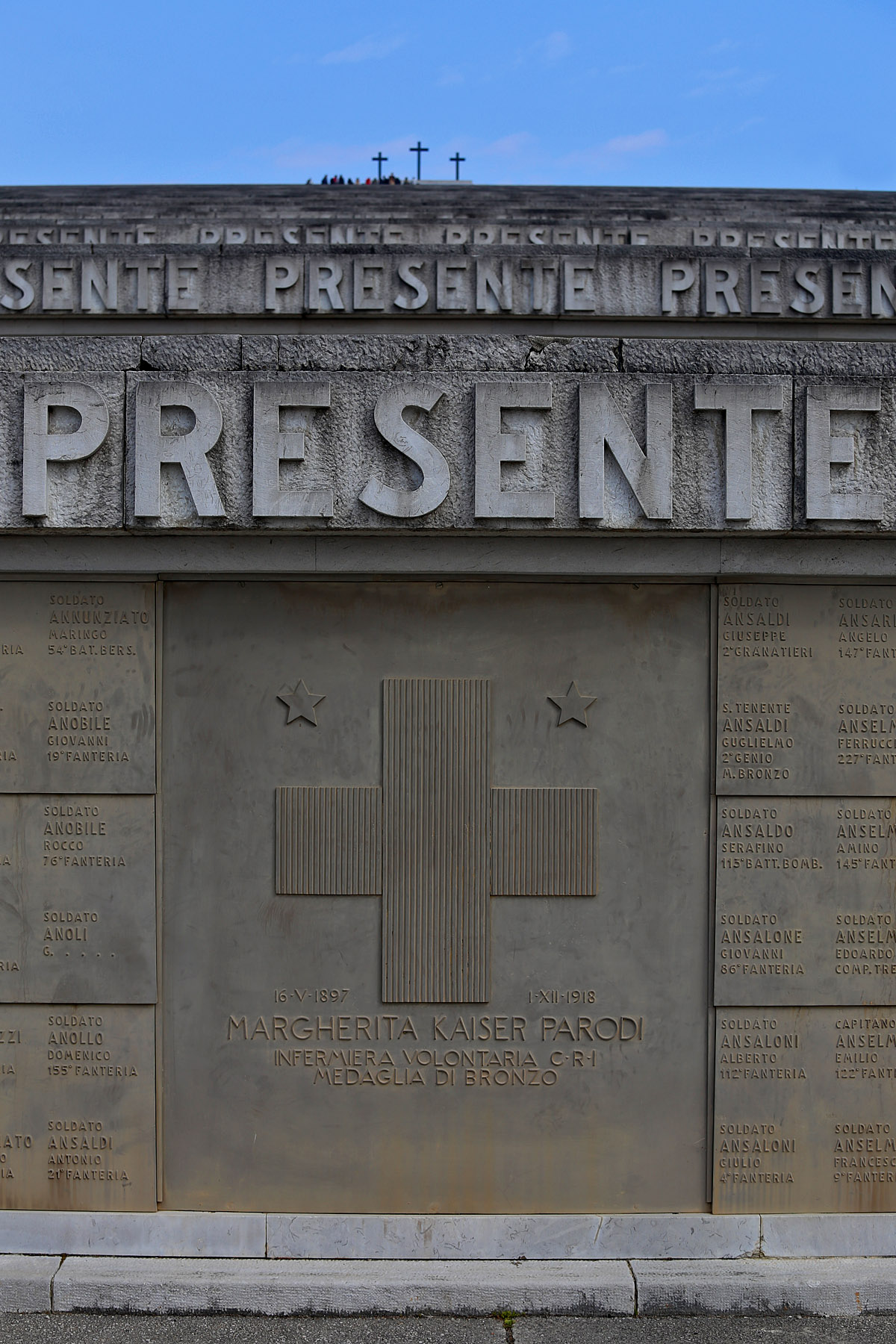
Tomba di Margherita Kaiser Parodi, unica donna sepolta nel sacrario

Il Duca d'Aosta, morto nel 1931, aveva chiesto di avere l'onore di poter essere qui deposto tra le migliaia di soldati che persero la vita sul campo di battaglia. La tomba è ricavata in un monolite in porfido del peso di 75 tonnellate. Seguono disposte sui ventidue gradoni le salme dei 39 857 caduti identificati.
Le iscrizioni recano tutte la scritta «Presente», che si rifà al rito d'appello dei compagni d'arme in guerra e anche allo squadrismo, ove il capo delle squadre gridava il nome del camerata defunto e la folla inginocchiata rispondeva con il grido «Presente».
Nell'ultimo gradone, in due grandi tombe comuni ai lati della cappella votiva, riposano le salme di 60 330 caduti ignoti.
L'unica donna seppellita nel sacrario è una crocerossina, morta a 21 anni, di nome Margherita Kaiser Parodi. La sua tomba si trova nella prima fila e si distingue perché nella facciata è scolpita una grande croce.

### Il mausoleo
Il grande mausoleo venne realizzato di fronte al primo cimitero di guerra della 3ª Armata sul colle Sant'Elia, che oggi è una sorta di museo all'aperto noto come parco della Rimembranza. Lungo il viale, adornato da alti cipressi, segnano il cammino cippi in pietra carsica con riproduzioni dei cimeli e delle epigrafi che adornavano le tombe del primo sacrario.
Sulla sommità del colle un frammento di colonna romana, proveniente dagli scavi di Aquileia, celebra la memoria dei caduti di tutte le guerre, «senza distinzione di tempi e di fortune». L'impianto, il più monumentale ossario di epoca fascista, incarna «l'apoteosi dell'uguaglianza, dell'anonimità e della disciplina militare oltre la morte, un trionfo – scolpito nella pietra – dell'istanza collettiva sull'identità individuale». In concomitanza con l'edificazione del sacrario fu realizzata anche la stazione di Redipuglia, da inquadrarsi nell'ottica di monumentalizzazione della zona.

### La chiesa

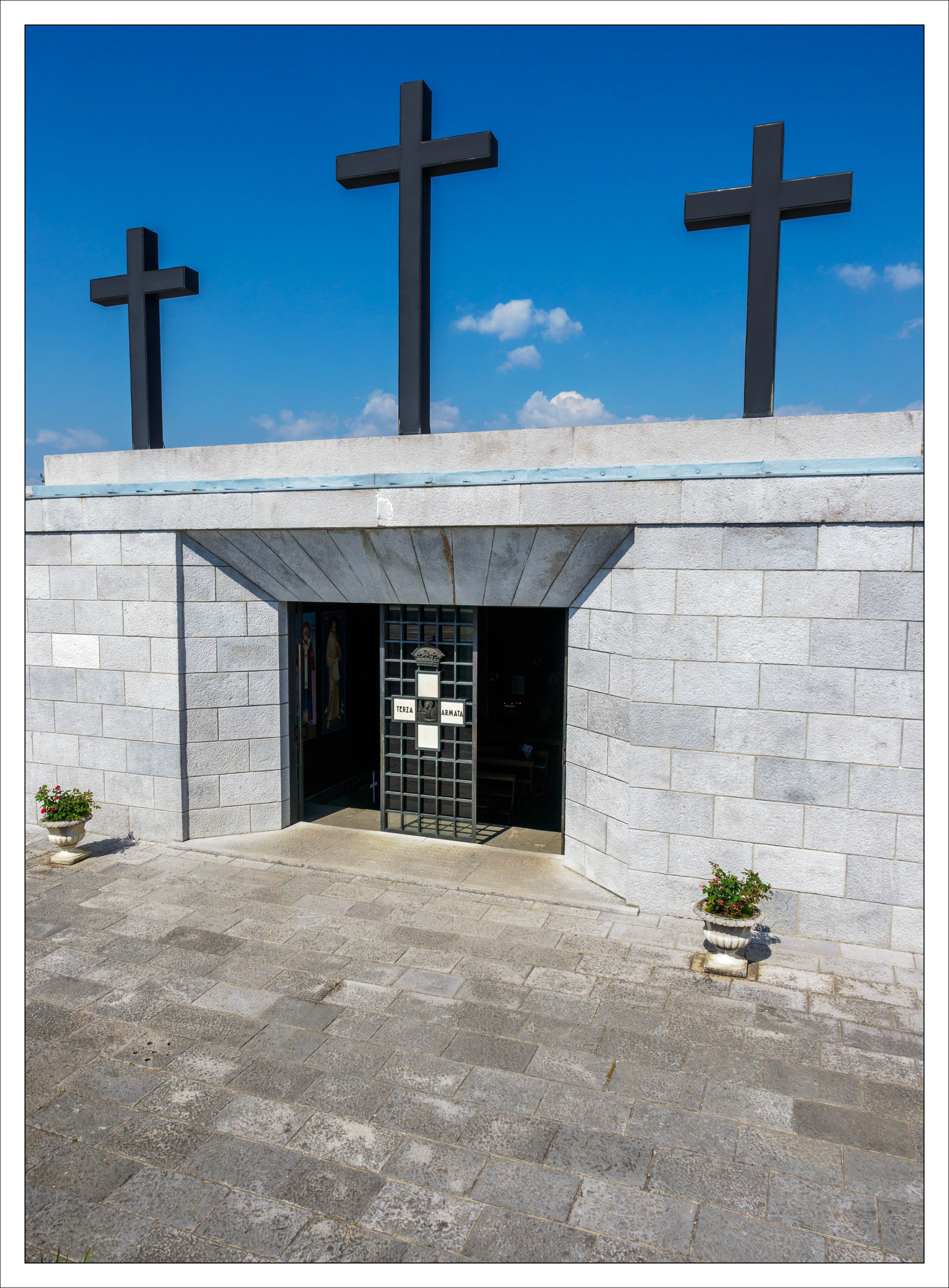
L'ingresso

La cappella ha una pianta rettangolare, con tre croci sopra l'ingresso.
Nella cappella e nelle due sale adiacenti sono custoditi oggetti personali dei soldati italiani e austro-ungarici. Oggi la cappella è arricchita da una statua che raffigura l'Assunta è la Regina della Pace.
La madonna Assunta vuole ricordare la necessità di dare al sacrario il ruolo di raccordo delle genti d'Europa al fine di promuovere una riflessione sulle lacerazioni etiche che producono le guerre. Nella cappella si trova inoltre esposta la testa di un Cristo sofferente, recuperata nel 1995 nella dolina dei 500 o dolina della Morte sul monte Sei Busi, uno dei più importanti cimeli ritrovati nella zona che ornava una croce che sovrastava una grande fossa comune.
Il 3 settembre 2014 la cappella è stata trasformata in chiesa, con rito solenne e dedicata a Maria Santissima Regina della Pace, quale simbolo di tutte le madri con i propri figli in guerra. Il 3 maggio 2017 la chiesa Regina Pacis ha assunto come co-patroni, oltre a san Francesco e santa Caterina da Siena, Giovanni Paolo II, Benedetto da Norcia, Cirillo e Metodio. Lo stesso giorno si è costituita una Guardia d'onore per la Regina Pacis.

## Galleria d'immagini

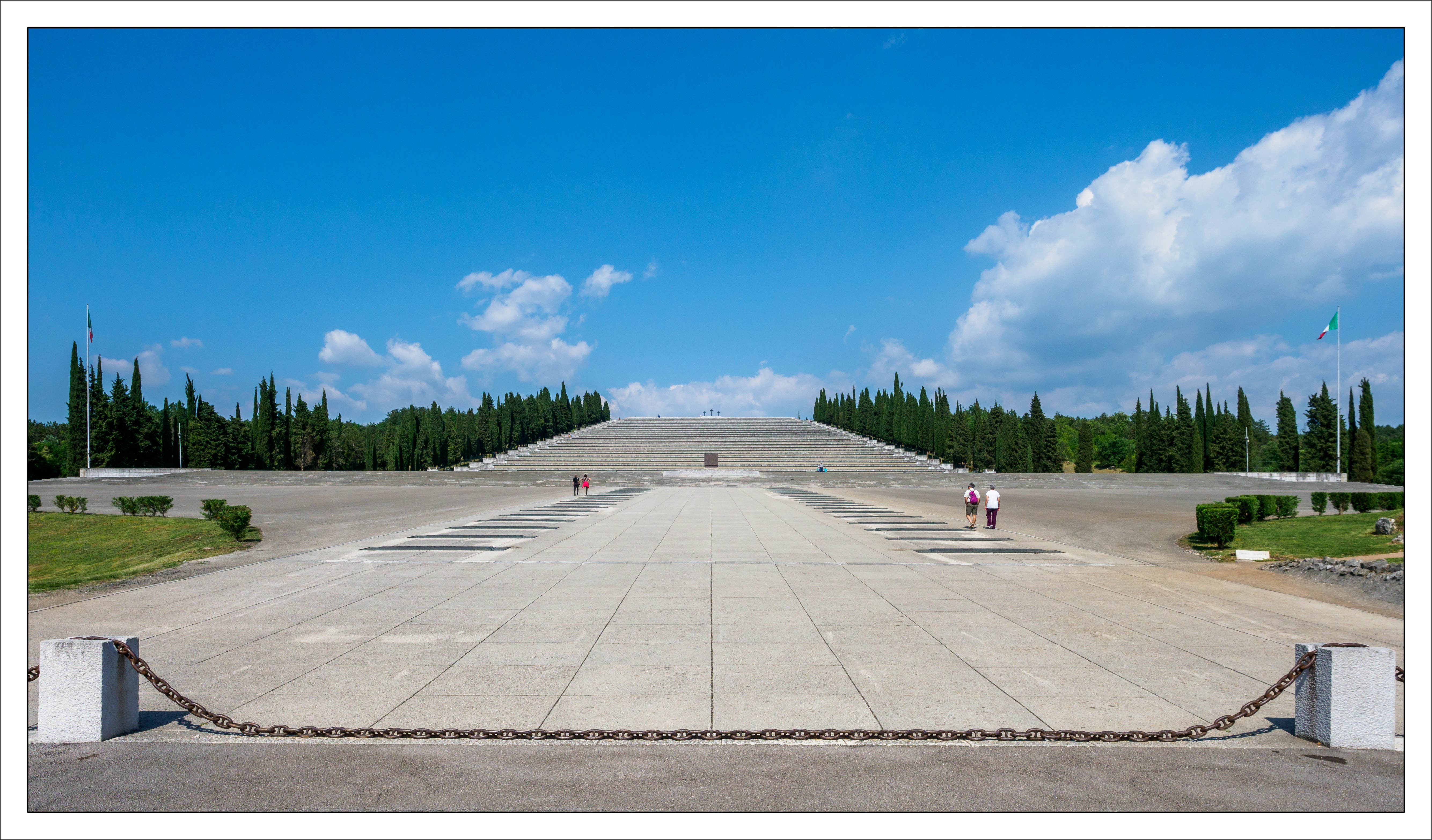
Vista panoramica del sacrario
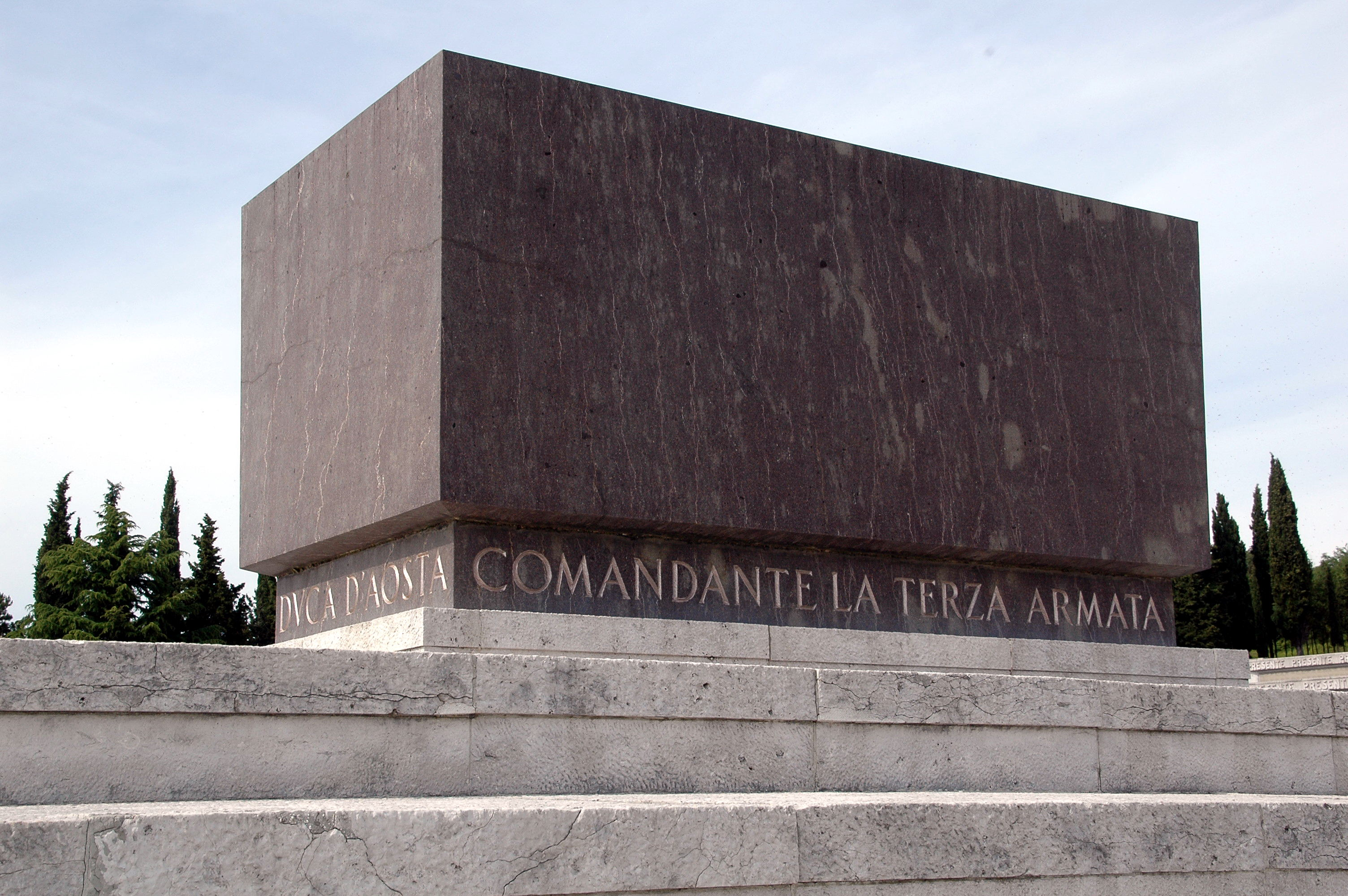
La tomba del Duca d'Aosta
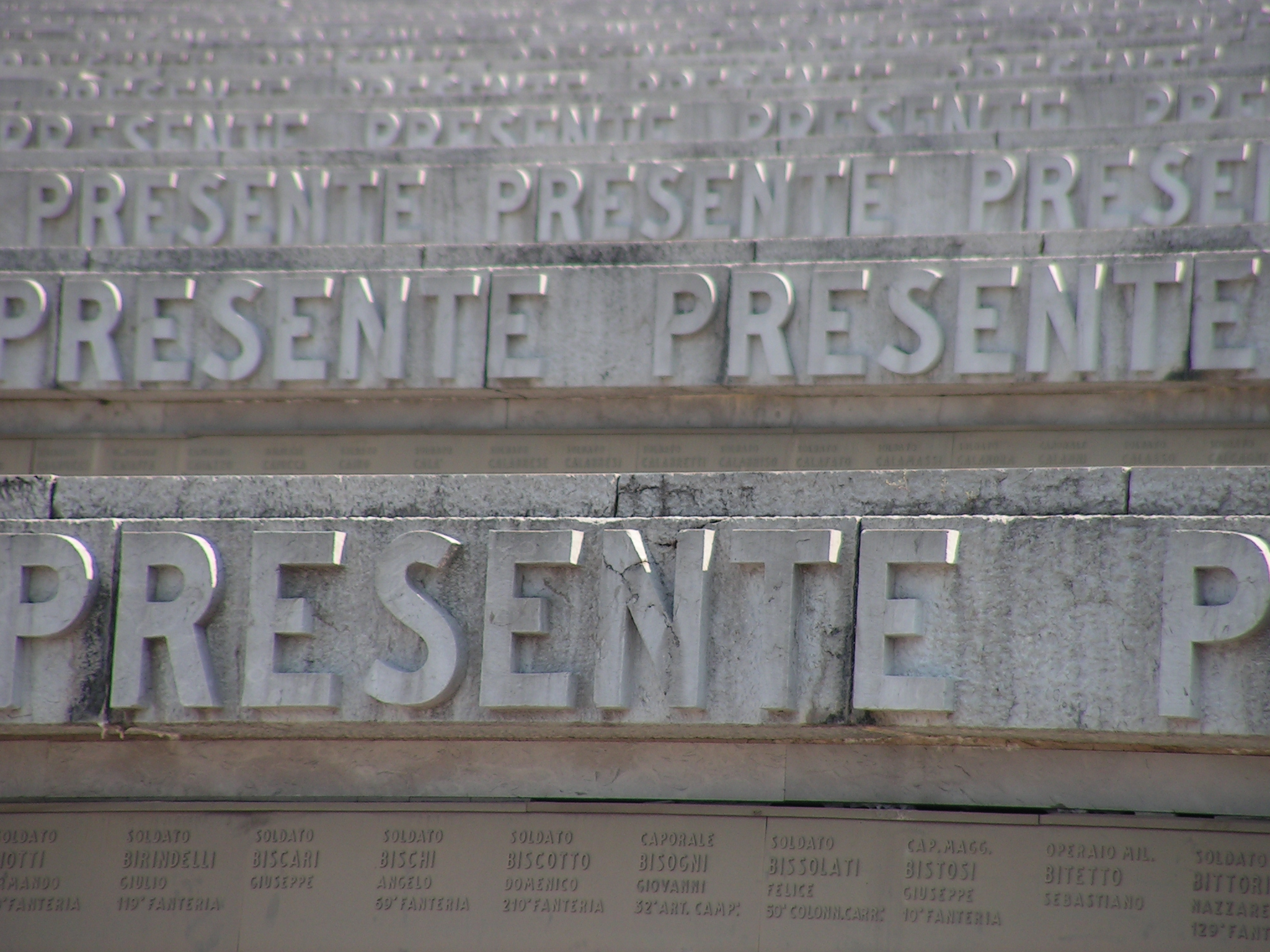
Dettaglio dei gradoni
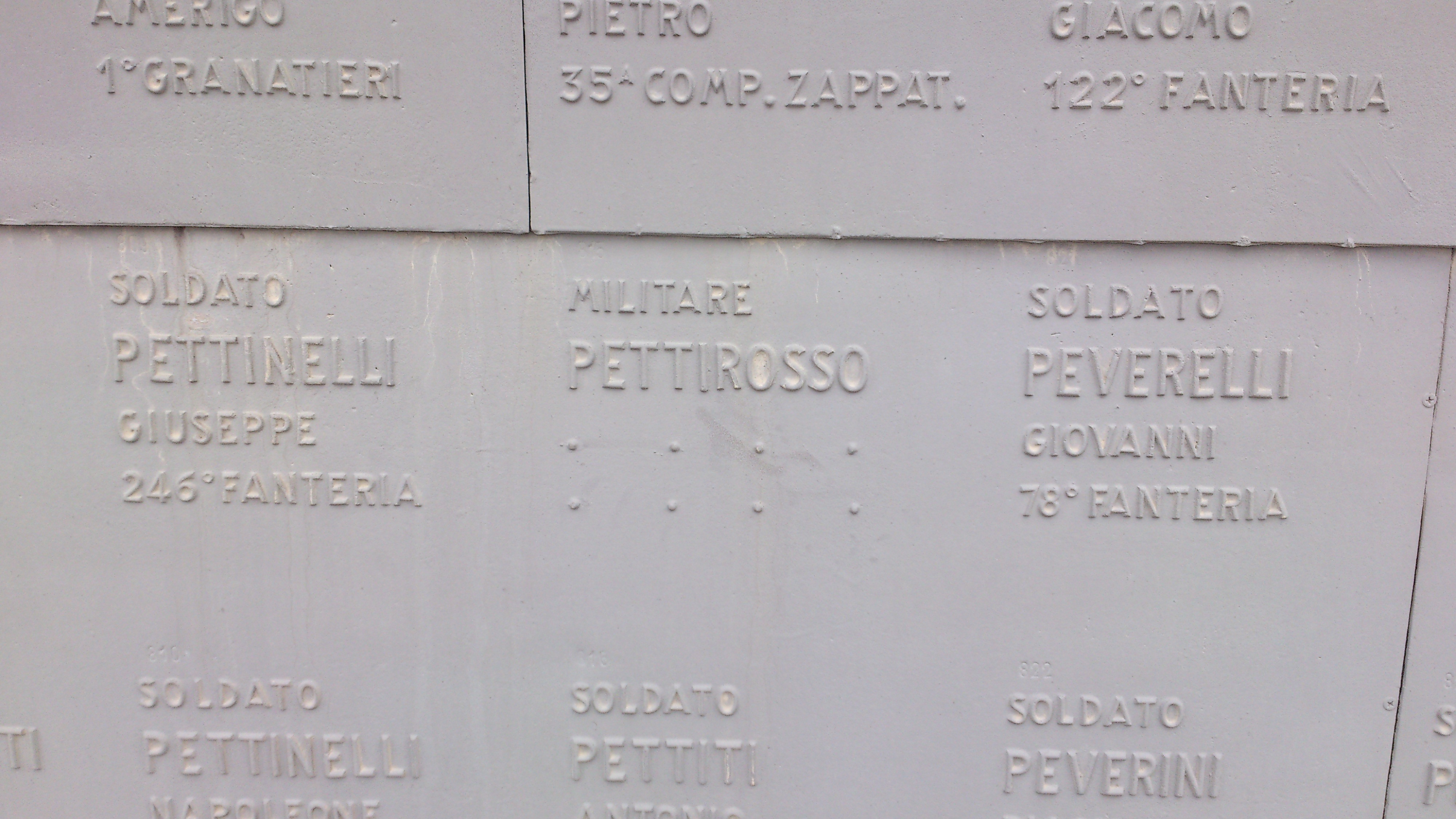
Tomba di un militare identificato tramite il suo soprannome (Pettirosso).
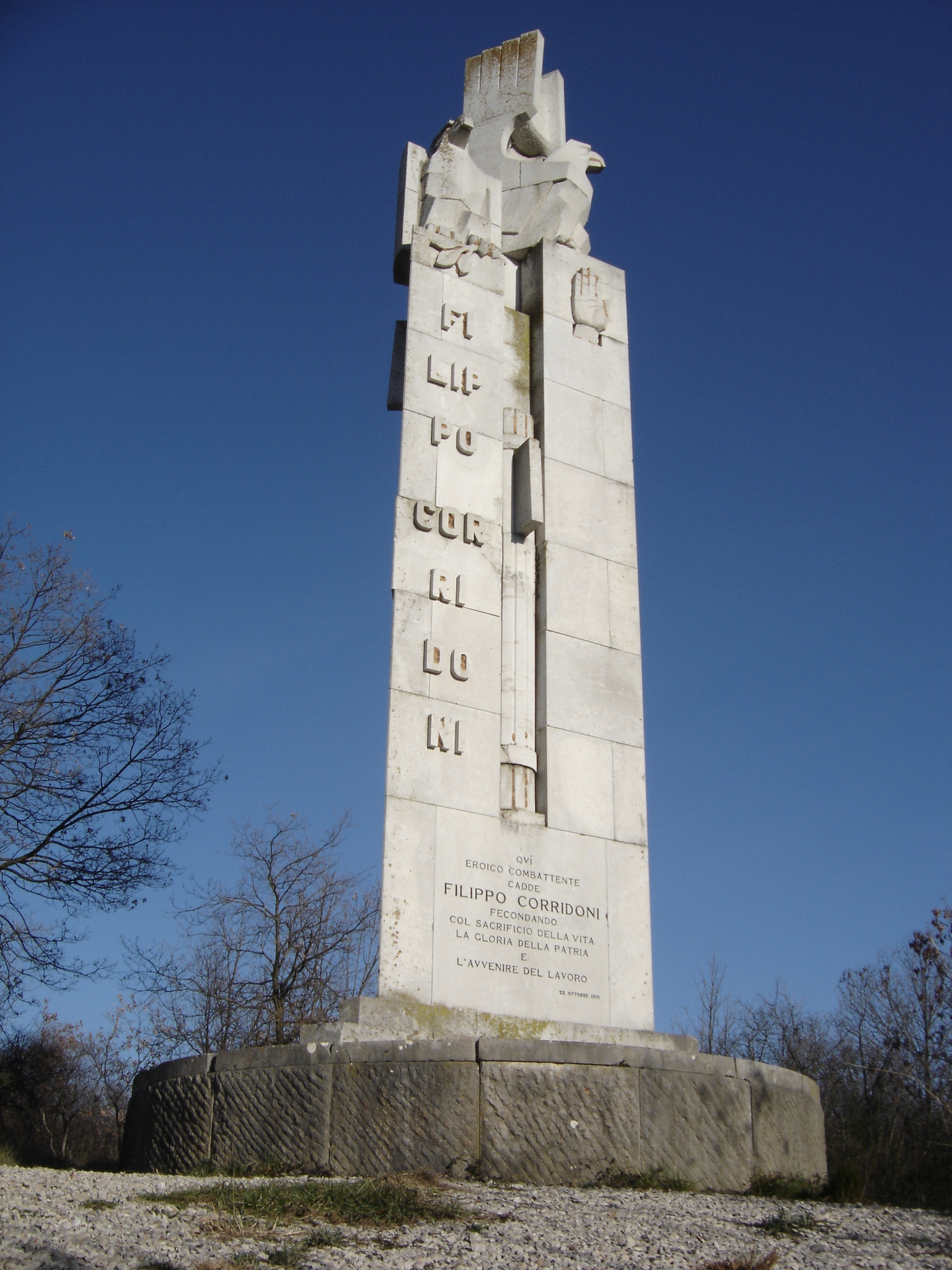
Il cippo della "Trincea delle frasche", dedicato a Filippo Corridoni
Planimetria della zona monumentale